# La Cygne
La Cygne est une ville de l'État américain du Kansas, située dans le comté de Linn, sur la rive orientale de la rivière Marais des Cygnes. 
La ville est nommée comme la rivière; le nom est une traduction française d'un nom d'origine amérindienne de la Nation Osage de la même signification. Ce lieu était, jusqu'en 1803, situé sur le vaste territoire de l'ancienne Louisiane française. 
La cité fut elle-même fondée en 1869 avec la construction de la voie ferrée reliant Saint-Louis dans le Missouri à la Californie. Le village de La Cygne fut incorporé en 1870. 
Selon le recensement de la population de l'an 2000, le nombre d'habitants s'élevait à 1 146 personnes. 

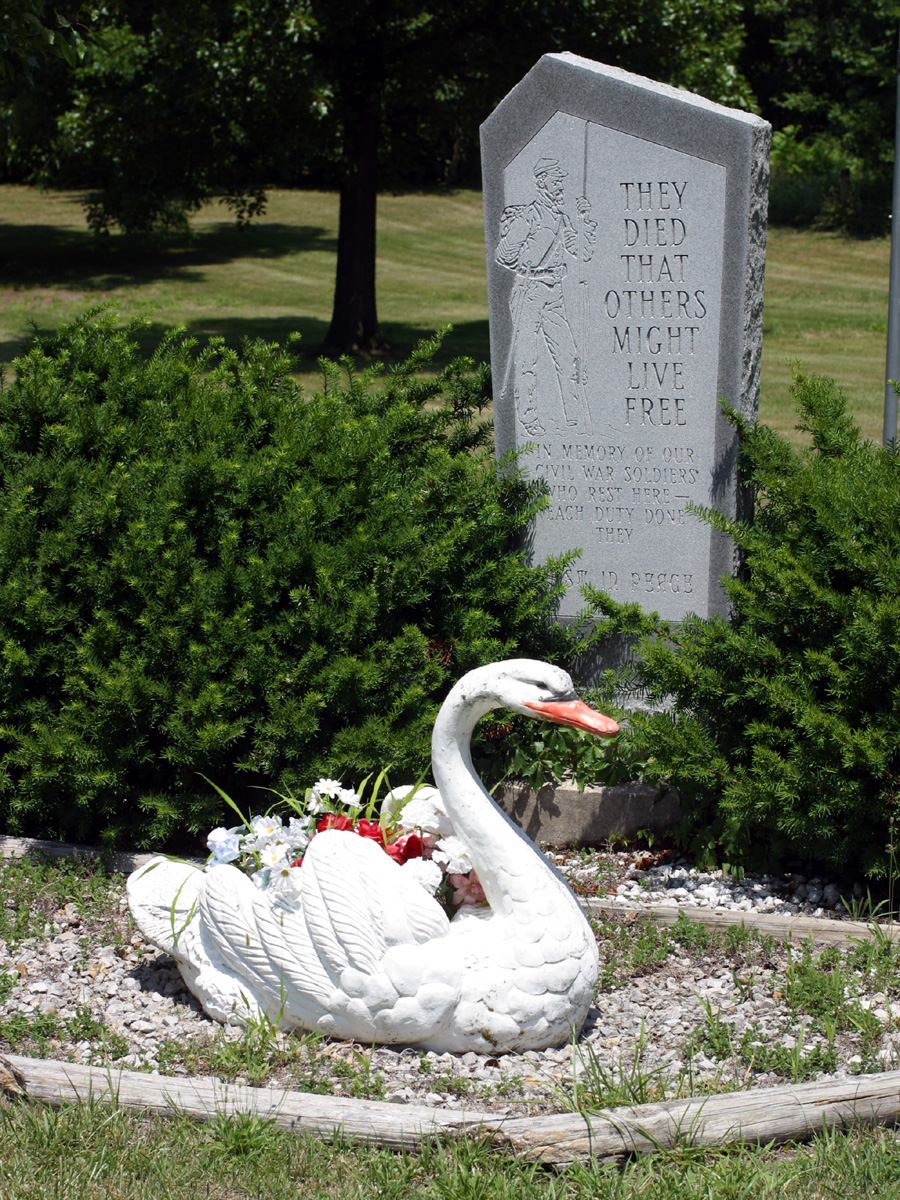
Un mémorial aux soldats de la guerre de Sécession. On peut trouver plusieurs cygnes comme celui-ci autour de la ville.

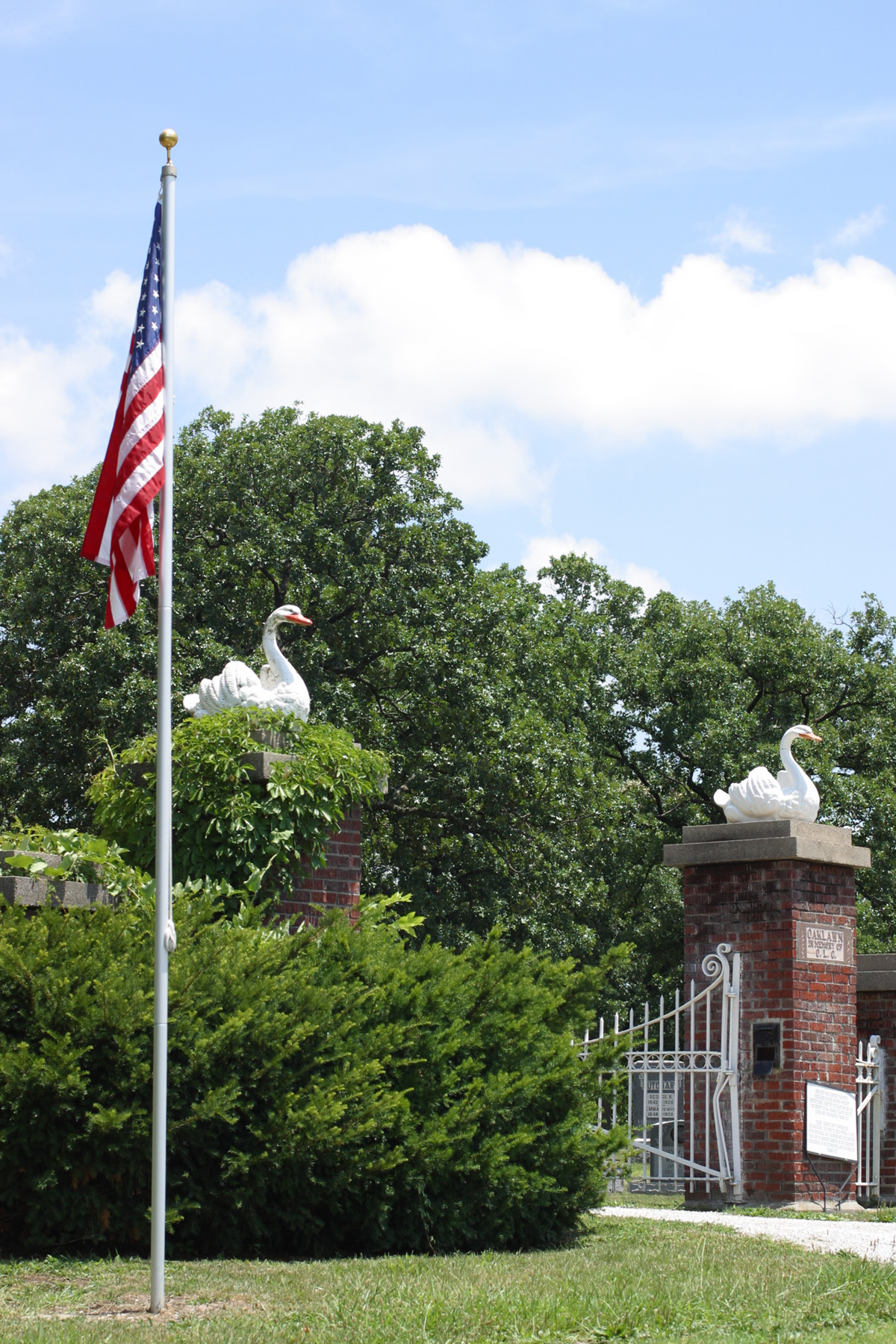
L'entrée du cimetière de La Cygne.